# 人間科学研究科
人間科学研究科（にんげんかがくけんきゅうか、英称：The Graduate School of Human Sciences）は、日本の大学院研究科のうち、人間科学（心理学、人類学、社会学、教育学など）に関する高度な教育・研究を行う機構（研究大学院）の1つである。具体的な研究分野については人間科学部も参照。

## 概要
主に、人間科学部の上位に連続した形で設置され、博士前期課程（修士課程）および博士後期課程（博士課程）あるいはそれに相当する課程で構成される。学位は、修士課程は修士（人間科学）を、博士課程は博士（人間科学）を修めることができる。包摂する領域を掲げる研究科、専攻またはコースは、それに相当する専攻名称等に応じた学位を修める。

## 人間科学研究科を置く大学

### 国公立大学
- 大阪大学大学院人間科学研究科

### 私立大学
- 尚絅学院大学
- 常磐大学
- 東洋英和女学院大学
- 東京女子大学
- 早稲田大学
- 神奈川大学
- 愛知みずほ大学
- 大阪経済大学
- 大阪樟蔭女子大学
- 大阪人間科学大学
- 神戸女学院大学
- 帝塚山学院大学
- 福山大学
- 広島文教女子大学
- 宇部フロンティア大学
- 西南学院大学
- 筑紫女学園大学
- 九州女子大学
- 鹿児島純心大学

## 人間科学研究科と類似する研究科名称
国公立
- 筑波大学大学院 人間総合科学研究科
- 東京都立大学大学院 人間健康科学研究科 人間健康科学専攻（医療系）

私立
- 上智大学大学院 総合人間科学研究科 教育学、心理学、社会学、社会福祉学の専攻
- 大妻女子大学大学院 人間関係学研究科 社会学、臨床心理学の専攻
- 青山学院大学大学院 教育人間科学研究科
- 人間総合科学大学大学院 人間総合科学研究科
- 大正大学大学院 人間学研究科 社会福祉学、臨床心理学、人間科学の専攻
- 文京学院大学大学院 人間学研究科 人間学（保育と福祉）、心理学の専攻
- 武蔵野大学大学院　人間社会研究科　人間学専攻（人間学コース、臨床心理学コース、言語聴覚コース）
- 桜花学園大学大学院 人間文化研究科 人間科学、地域文化の各専攻
- 中部大学大学院 国際人間学研究科 国際関係、文化、歴史地理、心理の各専攻
- 椙山女学園大学大学院	人間関係学研究科 人間関係学専攻（児童教育や心理学など）
- 東海学院大学大学院	人間関係研究科 臨床心理学専攻
- 仁愛大学大学院 人間学研究科 心理系の専攻
- 天理大学大学院 臨床人間学研究科 臨床人間学専攻
- 京都光華女子大学大学院 人間関係学研究科 心理学専攻
- 京都学園大学大学院　人間文化研究科 文化、社会、心理学、臨床心理学などの専攻
- 立命館大学大学院 応用人間科学研究科 応用人間科学専攻（心理学）
- 関西国際大学大学院 人間行動学研究科 人間行動学専攻（福祉や心理学など）
- 広島国際大学大学院 総合人間科学研究科 医療とコミュニケーション、デザインと心理学の専攻
- 美作大学大学院 人間発達学研究科 人間発達学専攻（心理学と教育学）
- 中村学園大学大学院 人間発達学研究科 人間発達学専攻（教育や臨床心理、数理解析など）

## 人間科学を専攻できる他の研究科名称
国公立
- 北海道大学大学院 情報科学研究科 生命人間情報科学専攻
- お茶の水女子大学大学院 人間文化創成科学研究科 人間科学系
- 静岡大学大学院 人文社会科学研究科 臨床人間科学専攻
- 京都大学大学院 医学研究科 人間健康科学系専攻
- 大阪府立大学大学院 人間社会学研究科 人間科学専攻

私立
- 聖心女子大学大学院 人文学研究科 人間科学専攻
- 甲南大学大学院 人文科学研究科 人間科学専攻